# Chanel Cresswell
Chanel Cresswell (Derbyshire, 23 gennaio 1990) è un'attrice britannica.

## Biografia
Chanel Cresswell è cresciuta a Codnor, Derbyshire e ha frequentato l'Aldercar Community Language College. 
È conosciuta per aver interpretato Kelly nel film This Is England e nelle tre serie televisive successive This Is England '86, This Is England '88 e This Is England '90; per quest'ultima interpretazione viene premiata con il BAFTAs come miglior attrice non protagonista. È apparsa anche come Katie nella serie televisiva Trollied.

## Filmografia

### Cinema
- This Is England, regia di Shane Meadows (2006)
- Butterfly, regia di Roger Hadfield - cortometraggio (2009)
- Bale, regia di Alastair Mackay - cortometraggio (2009)
- Wish 143, regia di Ian Barnes - cortometraggio (2009)
- Dirty Egg, regia di Patrick Coyle - cortometraggio (2010)
- Cardinal, regia di Jack Curtis - cortometraggio (2011)
- Papa, regia di Carolina Giammetta e Schuman Hoque - cortometraggio (2011)

### Televisione
- Dive, regia di Dominic Savage – film TV (2010)
- This Is England '86 – miniserie TV, regia di Shane Meadows (2010)
- Casualty – serie TV, 1 episodio (2011)
- Trollied  – serie TV, 56 episodi  (2011-2018)
- The Case – miniserie TV, 5 episodi (2011)
- This Is England '88 – miniserie TV, regia di Shane Meadows (2011)
- Testimoni silenziosi – serie TV 1 episodio (2014)
- This is England '90 – miniserie TV, regia di Shane Meadows (2015)
- Vera – serie TV, 1 episodio (2016)
- The Aliens – serie TV, 6 episodi (2016)
- Delitti in Paradiso – serie TV, 1 episodio (2020)
- Dracula – miniserie TV, 1 episodio (2020)
- The Gentlemen – serie TV, 6 episodi (2024)